# 一匹狼 (ローン・ウルフ)
「一匹狼 (ローン・ウルフ)」は、1978年9月21日に発売された木之内みどりの13枚目のシングル。木之内にとってのラストシングル。

## 解説
レコードのリリースは1978年9月21日で、同年9月11日の引退会見後であった。

## 収録曲
- 両楽曲共に、作詞：東海林良／作曲：大野克夫／編曲：大村雅朗

1. 一匹狼 (ローン・ウルフ)（4分8秒）
2. ターン・テーブル（4分38秒）

## 収録CD
- 『木之内みどり/プレイバック・シリーズ』、1987年11月21日 - 「一匹狼 (ローン・ウルフ)」「ターン・テーブル」
- 『木之内みどり』、1989年8月21日 - 「一匹狼 (ローン・ウルフ)」「ターン・テーブル」
- 『MYこれ!クション 木之内みどり BEST』、2001年10月17日 - 「一匹狼 (ローン・ウルフ)」「ターン・テーブル」
- 『硝子坂+シングルコレクション』、2008年7月16日 - 「一匹狼 (ローン・ウルフ)」